# Raymond Huntley
Raymond Huntley (Birmingham, 23 april 1904 – Londen, 19 oktober 1990) was een Britse acteur die in tientallen Engelse films optrad in de periode 1930 tot 1970. Huntley speelde ook in  Upstairs, Downstairs als de laconieke advocaat Sir Geoffrey Dillon.
Huntley speelde vaak rollen als bureaucraat of aristocraat in films zoals The Way Ahead, I See a Dark Stranger, Passport to Pimlico en The Dam Busters.
Huntley overleed in het Westminster Hospital in Londen in 1990.

## Filmografie
- What Happened Then? (1934)
- Can You Hear Me, Mother? (1935)
- Mozart (1936)
- Rembrandt (1937)
- London Melody (1937)
- Dinner at the Ritz (1937)
- Knight Without Armour (1937)
- The Lion Has Wings (1939)
- Bulldog Sees It Through (1940)
- Night Train to Munich (1940)
- Freedom Radio (1941)
- Inspector Hornleigh Goes To It (1941)
- The Ghost of St. Michael's (1941)
- Pimpernel Smith (1941)
- The Ghost Train (1941)
- Once a Crook (1941)
- The Day Will Dawn (1942)
- The New Lot (1943)
- When We Are Married (1943)
- The Way Ahead (1944)
- They Came to a City (1944)
- School for Secrets (1946)
- I See a Dark Stranger (1946)
- So Evil My Love (1948)
- Mr. Perrin and Mr. Traill (1948)
- Broken Journey (1948)
- It's Hard to Be Good (1948)
- Passport to Pimlico (1949)
- Trio (1950)
- The Long Dark Hall (1951)
- The House in the Square (1951)
- Mr. Denning Drives North (1952)
- The Last Page (1952)
- Meet Mr. Lucifer (1953)
- Laxdale Hall (1953)
- Glad Tidings (1953)
- Hobson's Choice (1954)
- The Teckman Mystery (1954)
- Orders Are Orders (1954)
- Aunt Clara (1954)
- The Prisoner (1955)
- The Constant Husband (1955)
- Doctor at Sea (1955)
- The Dam Busters (1955)
- Geordie (1955)
- The Last Man to Hang? (1956)
- The Green Man (1956)
- Brothers in Law (1957)
- Town on Trial (1957)
- Next to No Time (1958)
- Room at the Top (1959)
- Carlton-Browne of the F.O. (1959)
- Innocent Meeting (1959)
- Our Man in Havana (1959)
- I'm All Right Jack (1959)
- The Mummy (1959)
- Bottoms Up (1960)
- À bout de souffle (1960)
- Sands of the Desert (1960)
- Follow That Horse! (1960)
- Make Mine Mink (1960)
- A French Mistress (1960)
- Suspect (1960)
- The Pure Hell of St. Trinian's (1960)
- Only Two Can Play (1962)
- Waltz of the Toreadors (1962)
- Crooks Anonymous (1962)
- On the Beat (1962)
- Nurse on Wheels (1963)
- The Yellow Teddy Bears (1963)
- Father Came Too! (1964)
- The Black Torment (1964)
- Rotten to the Core (1965)
- The Great St Trinian's Train Robbery (1966)
- Hostile Witness (1968)
- Hot Millions (1968)
- The Adding Machine (1969)
- Arthur! Arthur! (1969)
- That's Your Funeral (1972)
- Young Winston (1972)
- Symptoms (1974)